# Dionysia gandzhinae
Dionysia gandzhinae là một loài thực vật có hoa trong họ Anh thảo. Loài này được Kamelin mô tả khoa học đầu tiên năm 1984.